# Milník II (Líšnice)
Milník stojí u lesní cesty z Líšnice do Studené Loučky v katastrálním území Líšnice u Mohelnice v okrese Šumperk. Je chráněnou kulturní památkou ČR.

## Historie
Milník stojí západně od obce na staré poštovní a obchodní cestě, která vedla do konce 18. století z Olomouce do Moravské Třebové a dále na Svitavy a Prahu. Tuto obchodní cestu v Líšnici měla ve středověku chránit tvrz postavená na skalním ostrohu. Takové cesty byly ustanoveny státem a udržovány za podpory státní pokladny. Jejich významnost dnes dokládají zachované milníky, které označovaly cestu a nesly informační nápisy o vzdálenosti k danému městu. Výstavbou státní silnice na Mohelnici tato cesta ztratila na významnosti. Zvláště po zřízení poštovního úřadu v Mohelnici v roce 1745 se tato poštovní cesta stala pouze obslužnou silnicí. Zahájením automobilové dopravy a stoupajícím významem města Mohelnice tato cesta zanikla úplně a slouží v dnešní době (2022) jako lesní komunikace a stezka pro cyklisty.

## Popis
Milník vysoký 1,70 m je vytesán z pískovce. Má tvar hranolu se zkosenými horními hranami a je od roku 2004 usazen na vyzděné kamenné plošině. Na čelní straně je nápis: „1/8 Meil von Löschnitz“  (1/8 míle od Loštic), na pravé straně je nápis: „2/8 Meil von Kalten Lautsch“ (2/8 míle od Studené Loučky).